# Antigene shift
Antigene shift is het proces waarbij twee of meer verschillende strengen van het influenza virus zich combineren tot een nieuw subtype griepvirus dat een combinatie heeft van eiwitten op de eiwitmantel van de twee originele virusstrengen. De term 'antigene shift' is specifiek voor influenza; bij andere virussen heet hetzelfde virale verschuiving of reassortment.
Antigene shift staat recht tegenover 'antigene drift', wat doelt op de natuurlijke mutatie door de tijd heen van een bekende streng influenza (of, meer algemeen, andere zaken) teneinde het immuunsysteem te omzeilen. Antigene drift vindt plaats in alle typen influenza, zoals influenza A, B en C. Antigene shift echter, vindt alleen plaats bij het influenza A-virus, omdat dit virus meer dan alleen mensen kan infecteren. Het kan namelijk ook andere zoogdieren en vogels infecteren, wat influenza A de mogelijkheid geeft om de eiwitmantel grondig te reorganiseren. Influenza B en C kan alleen mensen infecteren waardoor de mutatierisico's drastisch beperkt worden.
Griepvirusstrengen worden vernoemd naar hun type hemagglutinine- en neuraminidase-eiwitten op de eiwitmantel van het virus. Zij worden dus, bijvoorbeeld, H3N2 genoemd naar het type-3 hemagglutinine en type-2 neuraminidase. 
Wanneer twee verschillende strengen van het griepvirus dezelfde gastcel tegelijkertijd infecteren, kunnen hun genetische eigenschappen gecombineerd worden. Binnen in de gastcel vormen zich dan nieuwe virussen die hun antigenen combineren. Voorbeeld: wanneer een H3N2-virus en een H5N1-virus beide een en dezelfde gastcel gelijktijdig infecteren, zou zich het nieuwe H5N2-virus zich kunnen vormen. Omdat het menselijk immuunsysteem moeite heeft om dit nieuwe virus te herkennen, kan het in potentie een heel gevaarlijk virus zijn.
Bekend is dat het Aziatische griepvirus (H2N2) uit circa 1957 medio 1968 door antigene shift gemuteerd is in het Hongkonggriepvirus (H3N2). Dit nieuwe virus heeft toentertijd een pandemie veroorzaakt die naar schatting 1 miljoen mensen het leven heeft gekost.

## Overdracht van influenzavirussen van dier op mens
Influenza A-virussen worden gevonden in heel veel verschillende dieren, zoals eenden, kippen, varkens, walvissen, paarden en zeehonden.
Er zijn 16 verschillende hemagglutinine subtypen en 9 verschillende neuraminidase-subtypen bekend, die allemaal teruggevonden zijn bij influenza A-virussen bij vogels. Wilde vogels vormen het primaire natuurlijke reservoir van alle subtypen influenza A-virussen en worden geacht de bron te zijn voor alle influenza A-virussen bij alle andere dieren. Vandaar dat het influenza A-virus ook wel aviaire influenza wordt genoemd (de letter 'A' heeft hier echter niets mee te maken; het was slechts het eerste subtype influenza dat werd ontdekt).
Varkens kunnen geïnfecteerd worden door zowel de menselijke als aviaire influenzavirussen en ook door varkeninfluenzavirussen. Geïnfecteerde varkens krijgen ruwweg dezelfde griepsymptomen als mensen. Omdat varkens ontvankelijk zijn voor deze drie typen influenzavirussen, kunnen ze mogelijkerwijs ook tegelijkertijd besmet raken met meerdere typen virussen. Als dat gebeurt, is het mogelijk dat deze virussen hun genetisch materiaal recombineren (= antigene shift bij influenza) en zo een nieuw virus vormen dat potentieel gevaarlijk is voor de mens.
Voorbeeld: wanneer een varken op hetzelfde moment geïnfecteerd raakt met een menselijk griepvirus en een aviair griepvirus, kunnen deze virussen zich mengen en zo een nieuw virus vormen met merendeels genen van het menselijke virus maar de hemagglutinine- en/of neuraminidase-eiwitten van het avaire virus. Het resulterende nieuwe virus zal zeer waarschijnlijk de mens kunnen infecteren en van mens op mens overgedragen kunnen worden, maar het heeft 'de buitenkant' van een nieuw virus dat het menselijk immuunsysteem nog niet kent.